# Midnight (cantante)
John Patrick McDonald Jr., meglio conosciuto come Midnight (29 aprile 1962 – St. Petersburg, 8 luglio 2009), è stato un cantante statunitense.

## Biografia
Inizia la carriera musicale nel 1986 con i Crimson Glory, band heavy metal che lo porterà al successo mondiale tra la fine degli anni ottanta e i primi anni novanta.
Nel 1991 viene licenziato subito dopo le registrazioni dell'album Strange and Beautiful e sostituito con Wade Black.
Nel dicembre 2001 rilascia un EP a edizione limitata, intitolato M e nel 2005 pubblica il full-length Sakada per la Black Lotus Records.
Nel 2006 torna nei Crimson Glory. Il 20 gennaio 2007, viene arrestato per guida in stato di ebbrezza con a bordo un minore.

La reazione dei restanti membri della band alla notizia fu tutt'altro che positiva: Midnight venne nuovamente cacciato dalla band (e sostituito nuovamente da Wade Black, che paradossalmente fu licenziato per inaffidabilità nel 2000).

Riguardo al suo secondo e ultimo licenziamento, i membri dei Crimson Glory rilasciarono il seguente comunicato ai media:
We are brokenhearted by Midnight's personal crisis, and pray that he seeks help for his problems. We love and care for him very much, and really wanted him to be part of the future of this band. Unfortunately, working with Midnight at this time would be difficult, as his current state of mind and his present physical condition would impede plans we have in place for future appearances, releases and recordings.»
Midnight muore l'8 luglio 2009 all'età di 47 anni a causa di un collasso epato-renale.

## Discografia

### Solista
- M (EP a edizione limitata, 2001)
- Sakada (2005)
- All Souls Midnight (2008)

### Con i Crimson Glory
- Crimson Glory (1986)
- Transcendence (1988)
- Strange and Beautiful (1991)